# Atlantisch orkaanseizoen 1933
Het Atlantisch orkaanseizoen 1933 duurde van 14 mei 1933, toen de eerste storm werd waargenomen tot 30 november 1933. Het seizoen 1933 was wat het aantal tropische cyclonen betreft het op een na actiefste seizoen en was 72 jaar lang recordhouder voor het aantal tropische stormen. Alleen de seizoenen 2005 en 2020 telden meer tropische cyclonen.
Het seizoen telde in ieder geval 21 tropische stormen, tropische depressies niet meegenomen. Tien tropische stormen werden een orkaan en vijf orkanen werden majeure orkanen, dat wil zeggen van de derde categorie en hoger. Orkaan 18 was de zwaarste storm van het seizoen en bovendien de vroegste achttiende tropische storm in een seizoen en bleef daarmee Stan in 2005 voor.
Opgemerkt moet worden dat men destijds nog geen beschikking had over satellieten, die niet alleen continue observaties mogelijk maken, maar ook stormen in één oogopslag in hun gehele omvang tonen. Destijds was men afhankelijk van waarnemingen van weerstations en de scheepvaart. Sommige systemen zijn moeilijk te classificeren, omdat er te weinig waarnemingen zijn. Daarom kan het zijn dat er tropische cyclonen zijn 'gemist', omdat zij een te korte levensduur hadden, of hun koers ver van de kust en de gebruikelijke scheepvaartroutes lagen.

## Cyclonen
Anders dan tegenwoordig kregen tropische cyclonen geen namen. De cyclonen zijn gemakshalve genummerd op chronologische volgorde, waarin zij voor het eerst verschenen.

### Tropische storm 1
Tropische storm 1 werd voor het eerst waargenomen op 14 mei boven het zuiden van de Caribische Zee. De storm trok naar het noordwesten, door de Straat Yucatan, om het schiereiland Yucatán heen, de Baai van Campeche in. Tropische storm 1 trok toen naar het zuiden naar de kust en degradeerde tot tropische depressie op 19 mei en loste een paar uur later op, zonder ooit op de kust te landen. Tropische storm 1 was een matige tropische storm met maximale windsnelheden tot 75 km/uur.

### Orkaan 2
Tropische storm 2 werd voor het eerst waargenomen op 27 juni, ten oosten van Trinidad, voor de kust van Venezuela. Dezelfde dag promoveerde tropische storm 2 tot orkaan en trok op 28 juni ten zuiden van Trinidad langs, door de Golf van Paria en eiste op Trinidad 13 mensenlevens, maakte 1000 mensen dakloos en veroorzaakte $3 miljoen aan schade. De orkaan degradeerde op 28 juni tot tropische storm, trok verder langs de Venezolaanse kust, langs Aruba, Bonaire en Curaçao en draaide toen naar het noordwesten. Op 1 juli werd tropische storm 2 weer een orkaan en trok over de Cubaanse provincie Pinar del Río in de nacht van 2 op 3 juli. Een hogedrukgebied boven het oosten van de Verenigde Staten blokkeerde de weg naar het noordnoordwesten en orkaan 2 boog boven de Golf van Mexico eerst naar het noordwesten, het westen en later naar het westzuidwesten. Op 4 juli bereikte de orkaan de tweede categorie, maar verzwakte tot de eerste categorie voordat de orkaan landde op 6 juli in Tamaulipas. In Mexico vielen er slachtoffers, maar aantallen zijn niet bekend. De volgende dag degradeerde de orkaan tot tropische storm en liep zich stuk op de Oostelijke Sierra Madre. Er is van de orkaan één waarneming van de centrale druk overgeleverd; 986 mbar op 28 juni. De hoogste waargenomen windsnelheden waren 167 km/uur op 5 juli.

### Tropische storm 3
Tropische storm 3 werd voor het eerst waargenomen op 14 juli ten oosten van Saint Kitts. Tropische storm 3 trok bijna pal naar het westen en trok op 16 juli langs Jamaica, op 18 juli over het schiereiland Yucatán en landde in de nacht van 19 op 20 juli ten noorden van Veracruz, waarna tropische storm 3 degradeerde tot tropische depressie, die snel oploste. Op 16 en 17 juli bereikte tropische storm 3 zijn hoogtepunt met windsnelheden tot 85 km/uur.

### Tropische storm 4
Tropische storm 4 werd het eerst waargenomen op 21 juli ten noorden van Progreso, voor de kust van de staat Yucatán. Tropische storm 4 trok naar het noordwesten, richting de Texaanse kust, waar de storm op 22 juli bij de Matagordabaai landde. Boven land degradeerde de storm op 24 juli tot tropische depressie boven Texas, die naar het oosten trok en later bijdraaide naar het noorden en op 27 juli boven Tennessee oploste. Maximale windsnelheid bedroeg 75 km/uur rond de landing op 22 en 23 juli.

### Orkaan 5
Tropische storm 5 werd het eerst waargenomen op 25 juli ten zuidoosten van Antigua en naar het westnoordwesten. Dezelfde dag trok tropische storm 5 ten zuiden van Sint-Thomas, een van de Amerikaanse Maagdeneilanden verder naar het westnoordwesten. Op 26 juli promoveerde tropische storm 5 tot orkaan. Orkaan 5 trok op 26 juli ten noorden van Puerto Rico en de volgende dag over de Turks- en Caicoseilanden. Hier werden windsnelheden van 140 km/uur gemeten. Op 29 juli trok orkaan 5 door de Bahama's en landde op 30 juli in Florida. Orkaan 5 degradeerde tot tropische storm en trok westwaarts over Florida en de Golf van Mexico richting Zuid-Texas. Voor landing op 5 augustus nabij de monding van de Río Bravo werd de storm opnieuw een orkaan, maar bij landing was de orkaan weer verzwakt tot tropische storm, die boven land dezelfde dag nog oploste.

### Tropische storm 6
Tropische storm 6 werd het eerst waargenomen in de buurt van Barbados op 12 augustus. Tropische storm 6 trok naar het westnoordwesten en passeerde ten zuiden van Jamaica, over Grand Cayman en landde in het uiterste westen van Cuba. Tropische storm 6 was inmiddels naar het noorden gedraaid en landde in het noordwesten van Florida om later op 20 augustus op telossen boven Georgia. Tropische storm 6 bereikte op 15 augustus zijn maximum met windsnelheden tot 95 km/uur.

### Tropische storm 7
Tropische storm 7 was een zwakke tropische storm met maximale windsnelheden van 75 km/uur, die op 16 augustus voor het eerst werd waargenomen ten oosten van de zuidelijke Bovenwindse Eilanden. Tropische storm 7 trok naar het westnoordwesten door de Caribische Zee, degradeerde op 20 augustus tot een tropische depressie en loste de volgende dag op op 480 km ten oosten van Honduras.

### Orkaan 8
Tropische storm 8 werd voor het eerst waargenomen halverwege de archipel Kaapverdië en de Bovenwindse Eilanden op 17 augustus. Tropische storm 8 trok naar het noordwesten over de Atlantische Oceaan en promoveerde dezelfde dag tot een Orkaan. Op 21 augustus passeerde orkaan 8 ten zuidwesten van Bermuda als orkaan van de tweede categorie en veroorzaakte tropische stormwinden op Bermuda boven de 100 km/uur. Op 22 augustus bereikte orkaan 8 zijn maximum met windsnelheden van 195 km/uur, een orkaan van de derde categorie, terwijl hij de Amerikaanse oostkust naderde. Voor de kust bewoog orkaan 8 steeds langzamer en verzwakte tot zware tropische storm of nog net een orkaan met windsnelheden rond 117 km/uur en een minimale druk van 971 mbar bij landing op 23 augustus in Virginia. Tropische storm 8 trok over land naar het noorden en degradeerde op 25 augustus tot tropische depressie, die naar het noordoosten draaide en de volgende dag boven de Saint Lawrencerivier oploste. Orkaan 8 veroorzaakte schade aan landbouw (vooral de tabaksteelt) en visserij in de staten Virginia, Maryland, Delaware en New Jersey.

### Tropische storm 9
Tropische storm 9 was een matige tropische storm, met maximale windsnelheden van 85 km/uur, die zijn hele levensduur boven open zee verbleef. Tropische storm 9 werd het eerst waargenomen 550 km ten noorden van Antigua op 24 augustus en trok de eerste 2 dagen naar het noordwesten. Daarna draaide tropische storm 9 naar het noordoosten en passeerde op 260 km ten westen van Bermuda en werd voor het laatst waargenomen op 400 km ten zuiden van Newfoundland op 30 augustus.

### Tropische storm 10
Tropische storm 10 ontstond op 27 augustus uit wat misschien een tropische onweersstoring geweest was. De zwakke tropische storm met windsnelheden van 75 km/uur trok eerst naar het noordwesten en draaide later naar het zuidwesten. Tropische storm 10 landde op 28 augustus nabij Tampico en loste snel op. Tropische storm 10 bracht vooral veel regen in Veracruz en Tamaulipas.

### Orkaan 11
Tropische storm 11 werd op 28 augustus het eerst waargenomen ten oosten van de Bovenwindse Eilanden. De tropische storm trok naar het westen en passeerde op 30 augustus ten noorden van de Turks- en Caicoseilanden. Op dat moment promoveerde tropische storm 11 tot orkaan. Op 31 augustus trok orkaan 11 door de zuidelijke Bahama's en de dag daarop trok hij door de Straat Florida, langs de noordkust van Cuba. Voordat orkaan 11 op 1 september ten noorden van Havana trok, bereikte hij de tweede categorie; Havana werd getroffen door winden van meer dan 150 km/uur, aan de bovengrens van de eerste categorie. In de noordelijke kuststrook van Cuba veroorzaakte de orkaan veel schade, het aantal slachtoffers is niet bekend, maar volgens persberichten was het verlies aan mensenlevens aanzienlijk.
Orkaan 11 trok verder naar het westnoordwesten en promoveerde op 2 september naar de derde categorie en bereikte boven de Golf van Mexico zijn hoogtepunt met windsnelheden van 205 km/uur op 3 en 4 september; een sterke orkaan van de derde categorie. Daarna naderde orkaan 11 het zuiden van de Texaanse kust en verzwakte. Hij landde op 4 september ten noorden van Brownsville, Texas, als orkaan van de tweede categorie met windsnelheden van 160 km/uur. In de omgeving van Brownsville vielen er volgens persberichten 22 slachtoffers en liep de schade in de miljoenen dollars. Op 5 september degradeerde orkaan 11 tot tropische storm en verdween dezelfde dag boven het noordoosten van Mexico.

### Orkaan 12
Tropische storm 12 werd het eerst waargenomen op 31 augustus ten oostnoordoosten van de Bovenwindse Eilanden. Tropische storm 12 promoveerde een paar uur later tot orkaan 12 en passeerde enkele honderden kilometers ten noorden van Antigua. Orkaan 12 nam snel in kracht toe, terwijl hij in de nacht van 1 op 2 september de Turks- en Caicoseilanden passeerde en bereikte de vierde categorie op 2 september met windsnelheden tot 222 km/uur. Deze sterkte kon de orkaan op 2 en 3 september handhaven. Orkaan 12 landde als orkaan van de vierde categorie met windsnelheden van 210 km/uur, nabij Jupiter in de nacht van 3 op 4 september met een druk van 947 mbar. De orkaan trok verder naar het noordwesten en noordnoordwesten over Florida. Orkaan 12 degradeerde snel tot tropische storm 12 op 4 september en de volgende dag tot tropische depressie 12, die op 7 september boven Georgia oploste. Over slachtoffers van orkaan 12 is weinig bekend. De schade aan de citrusteelt in Florida werd geschat op 4.000.000 sinaasappelkistjes.

### Orkaan 13
Tropische storm 13 ontstond uit 8 september uit wat misschien een tropische onweersstoring zou zijn kunnen geweest op 450 km ten noordoosten van Sint Maarten. Tropische storm 13 trok naar het noorden en noordwesten en werd op 10 september een orkaan. Orkaan 13 won gestaag aan kracht en bereikte op 14 september de derde categorie en zijn hoogtepunt met windsnelheden van 195 km/uur op 15 en 16 september. Orkaan 13 naderde Kaap Hatteras op 16 september en verzwakte en trok als orkaan van de eerste categorie langs de Amerikaanse oostkust naar het noordoosten. Op 18 september degradeerde de orkaan tot tropische storm 13, die later over Nova Scotia en Newfoundland trok en op 21 september verdween. Orkaan 13 eiste 21 levens, vooral in North Carolina.

### Orkaan 14
Tropische storm 14 ontstond mogelijk ook uit een tropische onweersstoring op 10 september boven het westen van de Caribische Zee, ten noorden van Honduras. Tropische storm 14 trok eerst naar het noordnoordoosten, promoveerde op 12 september tot orkaan en draaide toen naar het noordwesten. Orkaan 14 landde op het schiereiland Yucatán trok verder naar het westnoordwesten en werd boven land een tropische storm. Boven de Baai van Campeche werd tropische storm 14 opnieuw een orkaan. Orkaan 14 landde op 15 september in Tampico met windsnelheden van meer dan 120 km/uur en een minimale druk van 960 mbar. Boven land degradeerde de orkaan tot tropische storm, die snel oploste boven de bergen van de Oostelijke Sierra Madre.

### Orkaan 15
Tropische storm 15 ontstond op 16 september ten oosten van de Bovenwindse Eilanden en trok naar het westnoordwesten. Boven de Caribische Zee promoveerde Tropische storm 15 op 20 september tot orkaan en bereikte de volgende dag de tweede categorie. Orkaan 15 landde op 22 september op het schiereiland Yucatán als orkaan van de tweede categorie en trok het schiereiland over. Orkaan 15 zakte even terug naar de eerste categorie, maar won boven de Baai van Campeche weer aan kracht en bereikte opnieuw de tweede categorie. Toen op 24 september orkaan 15 zijn hoogtepunt met windsnelheden van 175 km/uur bereikte, kwam één schip, de S.S. J.D. Danziger in het oog van de orkaan terecht en rapporteerde windsnelheden van 3 km/uur en een druk van 962 mbar. Dezelfde dag landde orkaan 15 nabij Tampico, waarna hij de volgende dag zich stuk liep op de Oostelijke Sierra Madre. De schade ten gevolge van de orkaan moet aanzienlijk zijn geweest, ook omdat de regio eerder door tropische cyclonen was getroffen in dat seizoen, maar er is weinig over schade of slachtoffers bekend.

### Tropische storm 16
Tropische storm 16 werd het eerst waargenomen op 27 september ten oosten van de noordelijke Bovenwindse Eilanden en trok dezelfde dag tussen Saint Kitts en Sint Maarten in, de Caribische Zee binnen naar het westen. Tropische storm 16 was een zwakke tropische storm, met windsnelheden tot maximaal 75 km/uur. Op 29 september draaide Tropische storm 16 naar het noorden en noordoosten, landde in Haïti en passeerde ten westen Port-au-Prince en degradeerde op 30 september tot tropische depressie 16. Op 1 oktober lag tropische depressie 16 ten noorden van de Dominicaanse Republiek. Of de depressie na die datum nog een tropische status had, is niet zeker, zij kon tot 4 oktober worden gevolgd in een noordnoordwestelijke richting, waarna zij is verdwenen.

### Tropische storm 17
Tropische storm 17 was een minimale tropische storm, die ontstond ten noordwesten van Panama op 28 september en langs de kust van Midden-Amerika naar het noordwesten trok. Op 28 september trok Tropische storm 17 langs Kaap Gracias a Dios, op de grens tussen Honduras en Nicaragua. Op 30 september landde tropische storm 17 ten zuiden van Belize City, in Brits-Honduras, waarna de tropische storm degradeerde tot tropische depressie en oploste.

### Orkaan 18
Tropische storm 18 ontstond op 1 oktober ten noorden van Panama boven het uiterste zuiden van de Caribische Zee. Tropische storm 18 trok naar het noorden en werd op 3 oktober een orkaan. Orkaan 18 zou de sterkste orkaan worden van het seizoen, een zeer sterke vierde categorie orkaan. Orkaan 18 is ook de vroegste achttiende tropische storm in een seizoen (1 oktober), orkaan Stan in 2005 promoveerde een dag later tot tropische storm. Orkaan 18 trok als orkaan van de tweede categorie over het westen van Cuba op 4 oktober met windsnelheden van 167 km/uur en een druk van 976 mbar en draaide naar het oostnoordoosten. Boven de Straat Florida bereikte orkaan 18 de vierde categorie op 5 oktober en trok dezelfde dag door de Bahama's. Op 6 oktober bereikte orkaan 18 zijn hoogtepunt met windsnelheden van 240 km/uur ten westen van Bermuda. Op 8 oktober bereikte de orkaan, verzakt tot de eerste categorie Newfoundland en draaide naar het oostzuidoosten en degradeerde op 9 oktober tot tropische storm, waarna hij waarschijnlijk zijn tropische kenmerken verloor en ten westen van Groot-Brittannië door een ander lagedrukgebied werd opgenomen.

### Orkaan 19
Tropische storm 19 werd het eerst waargenomen op 25 oktober boven het zuiden van de Caribische Zee. Tropische storm 19 meanderde naar het noorden en bereikte op 29 oktober orkaanstatus en landde die dag op Jamaica als orkaan van de tweede categorie. De orkaan trok langzaam in noordoostelijke richting verder naar het oosten van Cuba en landde daar op 30 oktober als orkaan van de eerste categorie. Orkaan 19 degradeerde tot tropische storm en trok verder door de Bahama's. Tropische storm 19 trok verder naar het noordoosten en loste op op 7 november ten oostnoordoosten van Bermuda.

### Tropische storm 20
Tropische storm 20 was een zware tropische storm, die op 26 oktober ten noordnoordoosten van de Bahama's ontstond en die naar het noordnoordwesten trok. Tropische storm 20 bereikte maximaal windsnelheden van 110 km/uur op 28 en 29 oktober en landde de volgende dag in Nova Scotia. Tropische storm 20 trok naar het noorden, waarna hij dezelfde dag, 30 oktober oploste boven Labrador.

### Tropische storm 21
Tropische storm 21 was een minimale tropische storm, die op 15 november boven het zuidwesten van de Caribische Zee ontstond en naar het westen trok. Tropische storm 21 landde in Nicaragua, waarna hij op 17 november oploste.

## Aantal cyclonen
Tweeënzeventig jaar lang hield het aantal van 21 tropische stormen en orkanen als record binnen een enkel seizoen stand tot het seizoen 2005. Toen er alfabetische lijsten van namen werden vastgelegd rond 1960 (in de jaren 1950 werden de lijsten niet altijd voor het hele seizoen vastgesteld), werden er 21 namen gekozen, teruggrijpend op het recordaantal van 1933. De letters Q,U,X,Y en Z worden daarbij overgeslagen.